# Grünschenkel

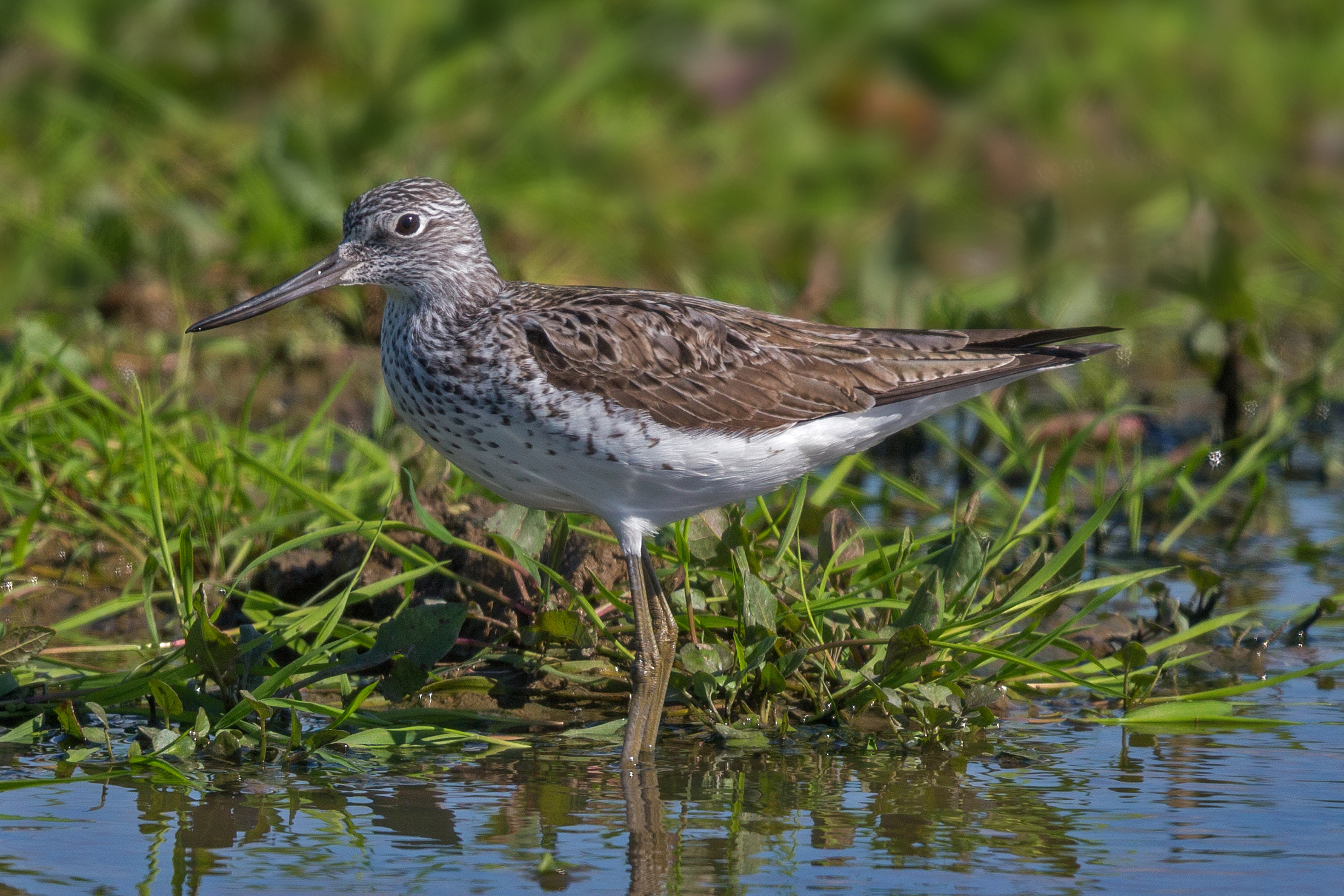
Grünschenkel

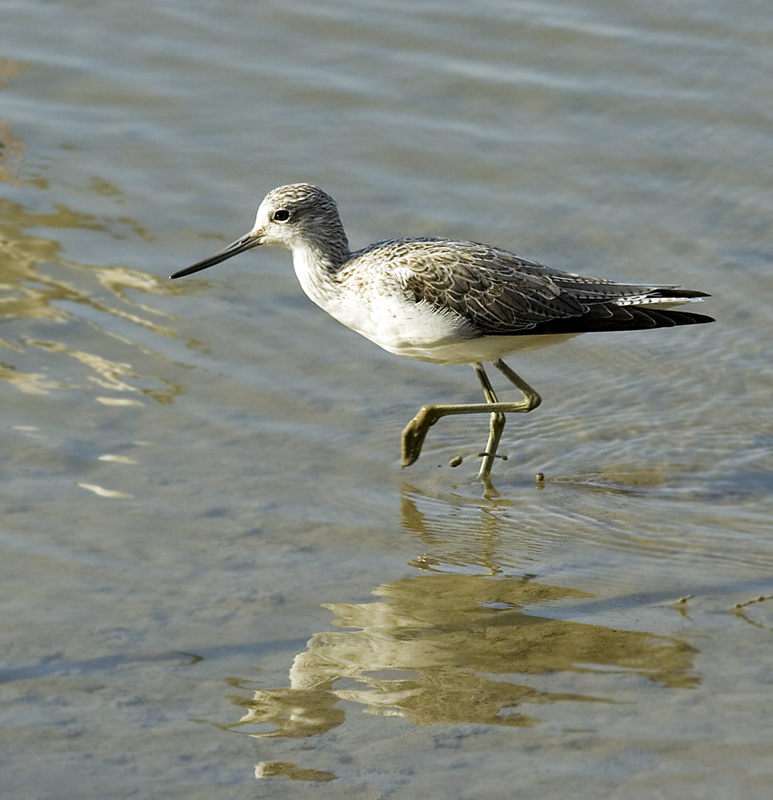
Grünschenkel

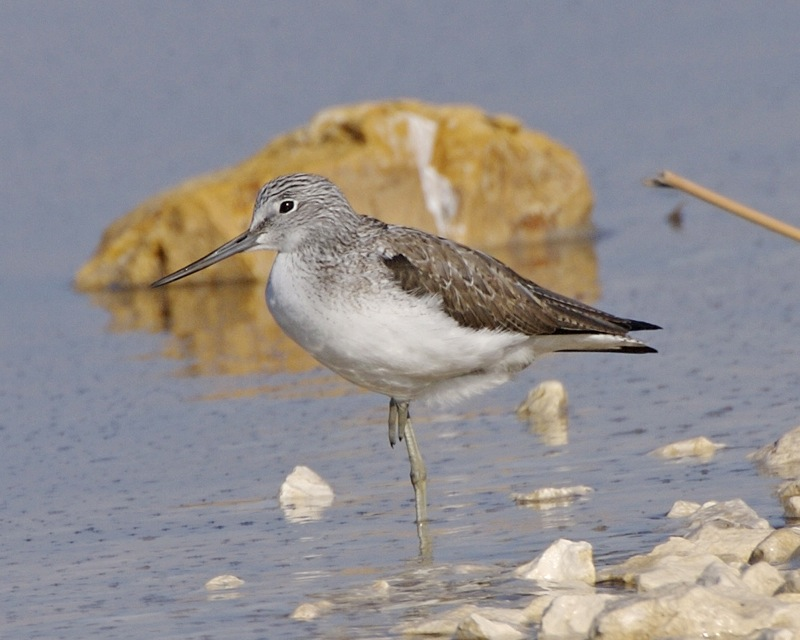
Grünschenkel

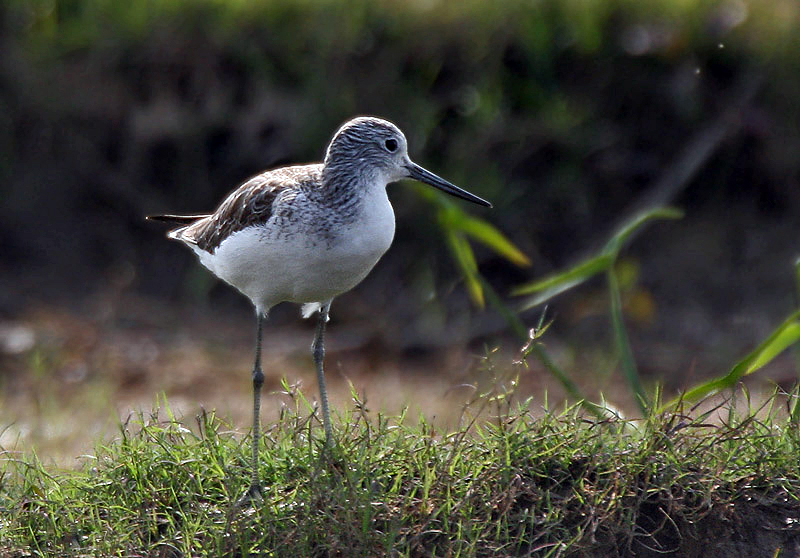
Grünschenkel

Der Grünschenkel (Tringa nebularia) ist eine monotypische Vogelart aus der Familie der Schnepfenvögel (Scolopacidae). Der Grünschenkel ist ein Brutvogel der borealen Zone Nordeurasiens. In Mitteleuropa ist er während der Zugzeiten ein regelmäßiger Durchzügler. Im Wattenmeer der Niederlande können im Mai sowie im Juli bis September mehrere tausend Grünschenkel beobachtet werden.

## Beschreibung
Ein ausgewachsener Grünschenkel erreicht eine Körpergröße von 33 Zentimetern und ist somit etwas größer und vor allem langbeiniger als der Rotschenkel. Er erreicht eine Flügelspannweite bis zu 70 cm und wiegt bis 280 g. Es besteht kein Sexualdimorphismus.
Der Grünschenkel hat lange, graugrüne Beine und einen langen, kräftigen, leicht aufwärts gebogenen Schnabel. Die Oberseite ist braun, grau gemustert und sein Bauch ist weiß gefärbt.
Der scheue Grünschenkel kann schwimmen und tauchen. Im Flug zeigt er wie der Rotschenkel einen keilförmig verlaufenden, weißen Bürzel. Ihm fehlt allerdings anders als dem Rotschenkel die weiße Flügelzeichnung. Er fliegt schnell und kraftvoll. Gelegentlich ist ein unruhiger Zickzackflug zu beobachten. Sein Ruf klingt in etwa wie „tjü tjü tjü“.

## Verbreitungsgebiet und Lebensraum

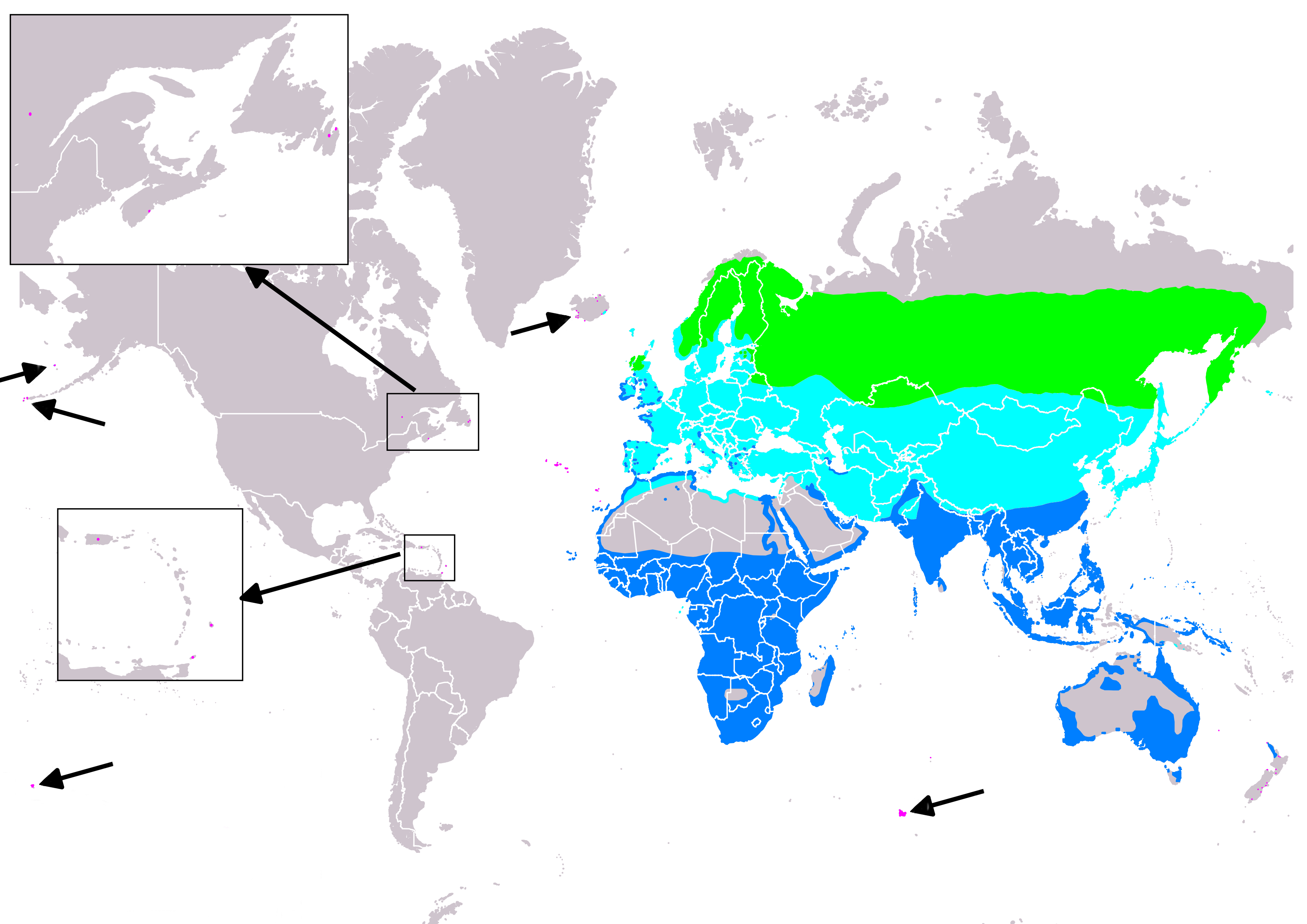
Verbreitungsgebiete des Grünschenkels:
Brutgebiete
Migration
Überwinterungsgebiete
Streifzüge (Saisonalität unsicher)

Das Verbreitungsgebiet des Grünschenkels erstreckt sich von Schottland und Skandinavien bis zu den Tundrenzonen Sibiriens und Kamtschatkas. Die Art ist überwiegend ein Langstreckenzieher. Überwinterungsquartiere finden sich im atlantischen Westeuropa, im Mittelmeergebiet, von Vorderasien bis ins afrikanische Kapland, Sri Lanka, Hinterindien, auf den Sundainseln und in Australien. Der Hauptzugweg der westpaläarktischen Zugvögel verläuft gewöhnlich in südsüdwestlicher Richtung. So ziehen finnische Brutvögel beispielsweise bis Frankreich, Italien und Polen. Das europäische Binnenland wird von Grünschenkeln in breiter Front überflogen, allerdings ist eine Zugverdichtung entlang der Küsten zu beobachten. International bedeutende Rastplätze und Überwinterungsquartiere sind unter anderem die Feuchtgebiete der finnischen Provinz Oulu, das Wattenmeer der Nordsee, das Rhein-Maas-Delta, die Banc d’Arguin an der mauretanischen Küste und die Mündung des Nigers in Mali.
Der Wegzug aus den Brutgebieten setzt ab Ende Juni ein. Die ersten durchziehenden Vögel sind an den mitteleuropäischen Küsten ab Ende Juni zu beobachten. Der Höhepunkt des Herbstzuges ist an der schleswig-holsteinischen Küste im Juli, an der niederländischen Küste im August. Der Rückzug aus den Überwinterungsquartieren beginnt ab März und in Mitteleuropa sind die Vögel ab Anfang April zu beobachten. Die in Fennoskandinavien brütenden Grünschenkel treffen dort Anfang bis Mitte Mai ein. In Afrika gibt es außerdem eine Reihe übersommernder Vögel.
Der Grünschenkel lebt hauptsächlich an flachen Gewässern, wie Mooren, Tümpeln und Flüssen. Außerhalb der Brutzeit hält er sich in einer Vielzahl verschiedener Feuchtgebiete sowohl an der Küste als auch im Binnenland auf. Er bevorzugt dabei generell offenes Gelände an seichten Gewässerstellen. So ist er unter anderem an Gezeitentümpeln, in Salzmarschen, Mangrovensümpfen und Rieselfeldern sowie auf Überschwemmungswiesen zu beobachten.

## Ernährung
Der Grünschenkel ernährt sich von Würmern, Krebstieren, Insekten und deren Larven. Außerdem pickt er mit seinem passenden Werkzeug auch kleine Fische aus dem flachen Wasser.
Charakteristisch für den Grünschenkel ist ein sehr lebhaftes Verhalten während der Nahrungssuche. Dabei läuft er häufig auf und ab und wechselt abrupt die Richtung. Die Nahrung wird überwiegend visuell geortet und dann von der Wasseroberfläche, dem Boden oder der Vegetation abgesammelt. Deutlich seltener stochert der Grünschenkel im feuchten Substrat oder sucht mit seitlich schwenkenden Schnabelbewegungen im Wasser nach Beute. Gelegentlich sind trippelnde Bewegungen auszumachen, mit denen er vermutlich im seichten Wasser die Beute vom Grund aufscheucht.

## Fortpflanzung
In der Regel erreichen die Männchen vor den Weibchen die Brutgebiete. Sie zeigen ein hohes Maß an Brutorttreue.

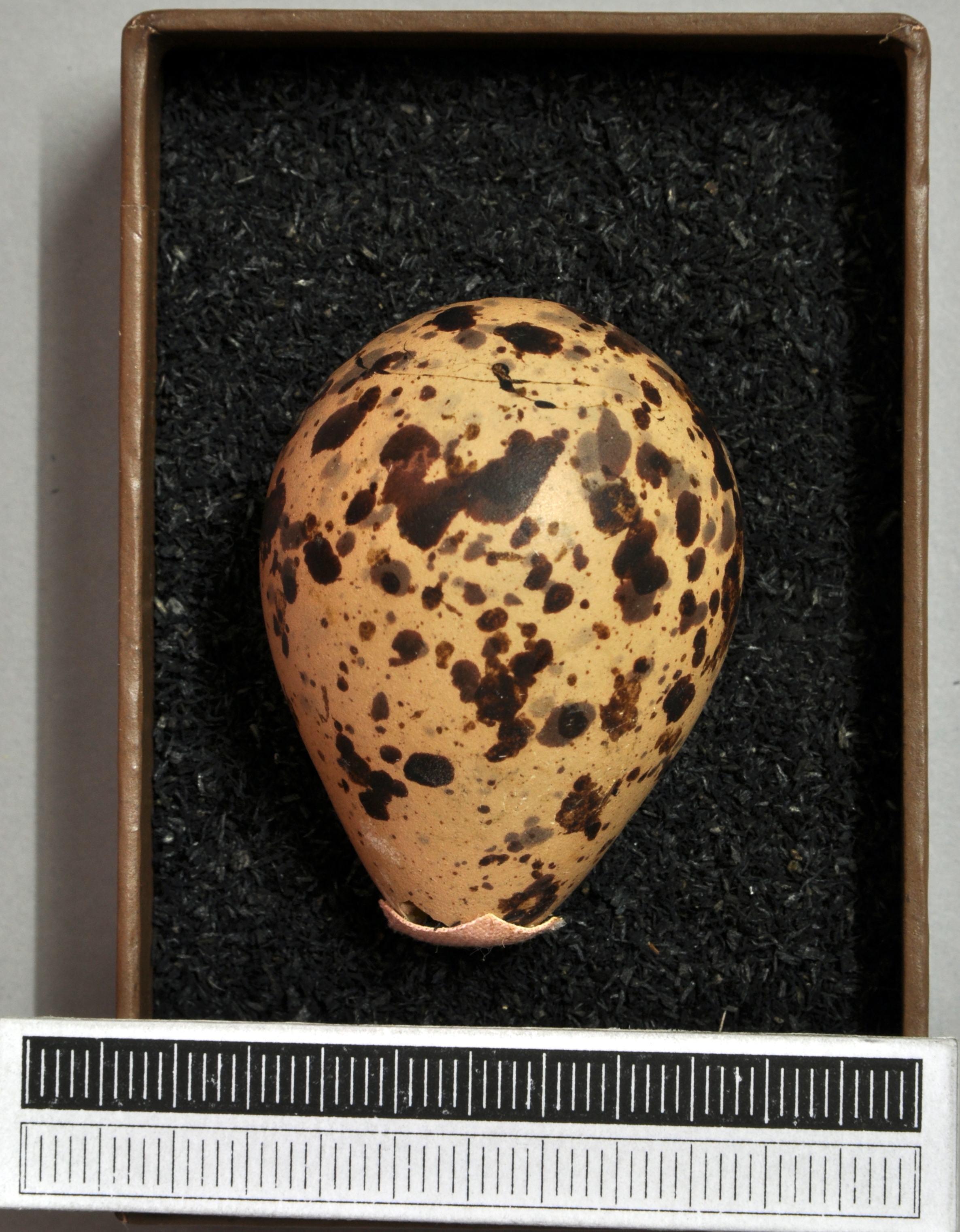
Gelege, Sammlung Museum Wiesbaden

Die Brutzeit erstreckt sich von Mai bis Juli. Das Nest ist eine flache Bodenmulde und wird mit Pflanzenteilen ausgelegt. Sie befindet sich häufig in der Nähe eines markanten Felsens, eines Baumstumpfes oder eines Holzstückes. Das Weibchen legt vier Eier, die von beiden Elternvögeln 24 bis 25 Tage lang bebrütet werden. Die Küken sind Nestflüchter und mit dem ersten Lebenstag schon sehr aktiv. Sie werden von beiden Elternvögeln geführt.

## Bestand

### Aktueller Bestand
Der Brutbestand in Europa wird zu Beginn des 21. Jahrhunderts auf 75.000 bis 160.000 Brutpaare geschätzt. Die größten Bestände gibt es in Finnland (30.000 bis 40.000 Brutpaare), in Norwegen (15.000 bis 30.000 Brutvögel), in Schweden (15.000 bis 25.000 Brutpaare) sowie im europäischen Teil Russlands (14.000 bis 65.000 Brutpaare). Etwa 1.000 Brutpaare brüten außerdem in Schottland und außerdem gibt es sehr kleine Bestände im Baltikum, in der Ukraine und in Belarus.

### Bestandsprognose
Der Grünschenkel gilt wie die meisten der Schnepfenvögel als eine der Arten, die vom Klimawandel besonders betroffen sein wird. Ein Forschungsteam, das im Auftrag der britischen Umweltbehörde und der Royal Society for the Protection of Birds die zukünftige Verbreitungsentwicklung von europäischen Brutvögeln auf Basis von Klimamodellen untersuchte, geht davon aus, dass bis zum Ende des 21. Jahrhunderts das Verbreitungsgebiet des Grünschenkels erheblich schrumpfen und sich nach Norden verschieben wird. Große Teile des heutigen südlicheren Verbreitungsgebietes bieten der Art keine geeigneten Lebensräume mehr. So wird nach diesen Prognosen der Grünschenkel als Brutvogel Schottlands, des Süden Schwedens, Südfinnland und weiten Teilen seines heutigen russischen Verbreitungsgebietes erlöschen. Potentielle neue Verbreitungsgebiete sind Teile Islands, Svalbards und Nowaja Semlja. Diese potentiellen Arealgewinne können die Arealverluste jedoch nicht ausgleichen.

## Belege

### Einzelbelege
1. ↑  Bauer et al., S. 505
2. ↑  Colston et al., S. 194
3. ↑  Delany et al., S. 333
4. ↑  Bauer et al., S. 506
5. ↑  Colston et al., S. 195
6. ↑  Delany et al., S. 330
7. ↑  Bauer et al., S. 505 und S. 506
8. ↑  Brian Huntley, Rhys E. Green, Yvonne C. Collingham, Stephen G. Willis: A Climatic Atlas of European Breeding Birds, Durham University, The RSPB and Lynx Editions, Barcelona 2007, ISBN 978-84-96553-14-9, S. 198